# Алькалізація (мінералогія)
Алькалізація (англ. alcalisation, нім. Alcalisation f, Alkalisierung f) — різновид фельдшпатизації у мінералогії, процес збагачення гірських порід новоутвореними лужними шпатами.